# Kauslunde Station
Kauslunde Station er en jernbanestation i Kauslunde, Middelfart kommune.